# Jogalkotás
A jogalkotás jogszabályok, jogrendszerek megalkotására irányuló tevékenység. A társadalmi norma rendszere két kategóriára épül: az erkölcsi és jogi normákra. A legszigorúbb, konkrét állami közhatalom által előírt, szükség esetén állami kényszerrel betartandó normarendszer a jogi. Fontos tulajdonsága, hogy konkrét társadalmi formációhoz kapcsolódik. Az erkölcsi normarendszer kisebb emberi közösségek (akár település szintű pl. falu) által előírt magatartásformát és ahhoz való alkalmazkodást követel meg, enyhébb szankcionálással, mint a jogi. A társadalmi norma a civilizált emberi közösségek általános magatartásformáját írja elő, s tartatja be kisebb-nagyobb szankcionálással.

## Jogalkotási folyamat
Magyarország alaptörvénye az Alapvetés és az Állam fejezetben részletesen leírja a jogalkotási folyamatot. Ennek lényege, hogy a lejjebb felsorolt jogalkotó szervek meghatározott szintű jogszabályokat alkothatnak. Ezek alapján
- az Országgyűlés Magyarország Alaptörvényét valamint törvényt,
- a Kormány és tagjai (miniszterelnök és miniszterek) rendeletet,
- a Magyar Nemzeti Bank elnöke rendeletet,
- az önálló szabályozó szerv vezetője rendeletet,
- helyi önkormányzat képviselő-testülete rendeletet

alkothat.
Az alaptörvény és a törvények megalkotásánál szükség esetén beavatkozik  Magyarország Alkotmánybírósága.
Magyarországon a 2010. évi CXXX. törvény a jogalkotásról részletesen meghatározza az intézményesített jogalkotás folyamatát, feltételrendszerét. A jogszabály nyolc fejezetet, tizennyolc alcímet tartalmaz.A törvény hatálya kiterjed 
- a jogszabályokra, valamint
- a normatív határozatra és normatív utasításra.

## A jogalkotás alapvető követelményei
A jogszabálynak a címzettek számára egyértelműen értelmezhető szabályozási tartalommal kell rendelkeznie.
Jogszabály a hatálybalépésétől visszamenőleg  nem állapíthat meg kötelezettséget, kötelezettséget nem tehet terhesebbé, valamint nem vonhat el vagy korlátozhat jogot, és nem nyilváníthat valamely magatartást jogellenessé.
A jogszabály hatálybalépésének időpontját úgy kell megállapítani, hogy elegendő idő álljon rendelkezésre a jogszabály alkalmazására való felkészülésre.
A jogszabályok megalkotásakor biztosítani kell, hogy a jogszabály
- megfeleljen az Alaptörvényből eredő tartalmi és formai követelményeknek,
- illeszkedjen a jogrendszer egységébe,
- megfeleljen a nemzetközi jogból és az európai uniós jogból eredő kötelezettségeknek és
- megfeleljen a jogalkotás szakmai követelményeinek.

Az azonos vagy hasonló életviszonyokat azonos vagy hasonló módon, szabályozási szintenként lehetőleg ugyanabban a jogszabályban kell szabályozni. A szabályozás nem lehet indokolatlanul párhuzamos vagy többszintű. A jogszabályban nem ismételhető meg az Alaptörvény vagy olyan jogszabály rendelkezése, amellyel a jogszabály az Alaptörvény alapján nem lehet ellentétes. Ha egy tárgykört törvény szabályoz, törvényben kell rendezni az alapvető jogintézményeket és a szabályozási cél megvalósulásával összefüggő lényeges garanciákat.
A jogszabály alkotására adott felhatalmazásban minden fontos tényezőt (felhatalmazás jogosultja, tárgya, keretei) meg kell határozni. Tiltja a törvény
- a felhatalmazás továbbadását, továbbá a
- szabályozás tárgykörébe tartozó alapvető jogintézmények, jogok és kötelezettségek alapvető szabályainak megállapítására (minden alapvető dolog az Alaptörvényben v. abból eredően meghatározott),
- a jogszabály egészének végrehajtására, valamint
- eltérő tárgykörben történő szabályozást.

## A törvény hatálya
A törvény harmadik fejezete a jogszabályok területi, személyi hatályával, annak módosításával, hatályon kívüli helyezésével, valamint átmeneti szabályok megállapításával foglalkozik.
A jogszabály területi hatálya Magyarország területére, az önkormányzati rendelet területi hatálya a helyi önkormányzat közigazgatási területére terjed ki.
A jogszabály személyi hatálya alapvetően
- Magyarország területén a természetes személyekre, jogi személyekre és jogi személyiséggel nem rendelkező szervezetekre, valamint Magyarország területén kívül a magyar állampolgárokra,
- önkormányzati rendelet esetében a helyi önkormányzat közigazgatási területén a természetes személyekre, jogi személyekre és jogi személyiséggel nem rendelkező szervezetekre terjed ki.[6]

## A jogszabályok előkészítése
A törvény negyedik fejezete részletezi a jogszabályok előkészítésének feladatait, mint:
- a jogszabály szakmai tartalmának és jogrendszerbe illeszkedésének biztosítására vonatkozó rendelkezéseket,
- előzetes hatásvizsgálatot (szükség szerint)
- indokolási kötelezettséget mindenkor
- jogszabálytervezetek véleményeztetését (szükség szerint)
- a jogszabálytervezetek egyeztetését az Európai Unió intézményeivel és tagállamaival (szükség szerint).

## A jogrendszer folyamatos felülvizsgálata, kihirdetés, közzététel
A törvény ötödik, hatodik és hetedik fejezete meghatározza a jogrendszer folyamatos felülvizsgálatának követelményrendszerét és folyamatát, valamint a közjogi szervezetszabályozó eszközöket, a kihirdetés és közzététel időpontját, helyét a következők szerint:
- Utólagos hatásvizsgálat elvégzését szükség szerint.
- A jogszabályok tartalmi felülvizsgálatát.
- A közjogi szervezetszabályozó eszközök (normatív határozat, utasítás) alkalmazására jogosultak körét.
- Magyarország hivatalos lapja a Magyar Közlöny (kihirdetés helye kormányzati portál, időbélyegző használata stb.). Nyomtatásban megjelenés feltételrendszere.
- A jogszabályok kihirdetésekor alkalmazandó hivatalos megjelölést (törvény kihirdetésének évét, sorszámát, a törvény elnevezést és a törvény címét illetve más jogszabály esetén jogszabály megjelölése annak kihirdetése során magában foglalja a jogszabály megalkotójának megjelölését, a sorszámát, a kihirdetésének napját, a jogszabály elnevezését és címét).
- A helyesbítés és egyes más jogi aktusok szabályrendszerét.
- A Nemzeti Jogszabálytár feladatát, formátumát és megjelenési felelősségét.[7]

A törvény nyolcadik fejezete a felhatalmazásokat, hatálybaléptetést és az átmenetet szabályozza.